# Fritz Wagner (Historiker)
Fritz Wagner (* 5. Dezember 1908 in Ludwigsburg; † 2. März 2003 in Kreuth) war ein deutscher Historiker auf dem Gebiet der Neueren Geschichte. Er war Lehrstuhlinhaber in Marburg und München.

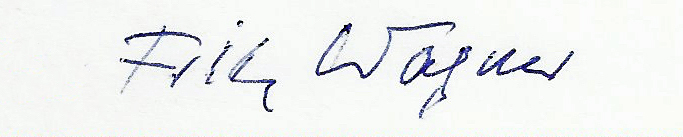
Fritz Wagner: Signatur 1998

## Leben und Wirken
Fritz Wagner, Sohn des Arztes Theodor Wagner, dessen Vorfahren aus der Schweiz eingewandert waren, und dessen Ehefrau (eine geborene Bickel), kam im württembergischen Ludwigsburg zur Welt, besuchte dort das humanistische Gymnasium und studierte anschließend Geschichte, Germanistik und Kunstgeschichte an den Universitäten Tübingen, Paris, Berlin und München. Im Jahre 1932 wurde er in München mit einer Dissertation über den französischen Liberalen Benjamin Constant zum Doktor der Philosophie promoviert. Sein Doktorvater war Karl Alexander von Müller, bei dem er sich auch 1939 mit der Arbeit Kaiser Karl VII. und die großen Mächte 1740–1745 habilitierte. Im selben Jahr begann er seine Lehrtätigkeit, zunächst in München und dann in Innsbruck. Sein in der Familientradition und in eigenen existenziellen Grunderfahrungen wurzelnder christlicher Glaube hielt ihn auf Abstand zum Nationalsozialismus der Münchner Szene und führten ihn und seine Frau in die Nähe der Bekennenden Kirche.
Nach dem Zweiten Weltkrieg wurde Fritz Wagner 1947 an die Universität Marburg auf den bisher von Wilhelm Mommsen bekleideten Lehrstuhl für Neuere Geschichte berufen, wo er, unterbrochen durch eine Gastprofessur in den USA, bis 1966 als ordentlicher Professor wirkte. Von 1956 bis 1958 stand er der Universität als Rektor vor. 1966 lehnte Wagner einen Ruf an die Universität Hamburg ab und nahm stattdessen einen an die Universität München auf den inzwischen aufgeteilten Lehrstuhl von Franz Schnabel an. Dort vertrat er bis zu seiner Emeritierung im Jahre 1974 die Geschichte der Frühen Neuzeit, der zur selben Zeit berufene Walter Bußmann war für das 19. und 20. Jahrhundert zuständig.
Im Jahr 1967 wurde Wagner ordentliches Mitglied der Bayerischen Akademie der Wissenschaften und deren Historischen Kommission, deren Sekretär er in München von 1968 bis 1982 war. Von 1972 bis 1982 war er Vorsitzender der von ihm maßgeblich mitbegründeten Arbeitsgemeinschaft außeruniversitärer historischer Forschungseinrichtungen. Für seine Verdienste in Forschung und Lehre wurde Fritz Wagner 1978 mit dem Großen Bundesverdienstkreuz ausgezeichnet.
Wagner war evangelisch und heiratete 1931 die Kunsthistorikerin Auguste Würz. Aus der Ehe gingen zwei Söhne hervor. In den 1980er Jahren übersiedelte er mit seiner Frau ins Seniorenstift Haus Bruneck in Kreuth bei Tegernsee. Von dort unternahmen sie noch kunsthistorische Exkursionen. 1994 starb seine Frau, er folgte ihr 2003 nach. Sie sind zusammen auf dem Ringbergfriedhof in Kreuth begraben.
Wagner forschte und lehrte vor allem auf zu Europa im Zeitalter des Absolutismus und der Aufklärung (1648 bis 1789), Geschichte der USA und Kanadas von der Zeit der Entdeckungen bis zu Pearl Harbor 1941, Theorie und Selbstverständnis der Geschichtswissenschaft; ihre Methodik und wissenschaftstheoretische Einordnung, Begegnung von Naturwissenschaft, Religion, Philosophie und Geschichte in historischen Persönlichkeiten und deren Werken sowie zur Wissenschaftsgeschichte. Er verstand es, die Ergebnisse verschiedener Wissenschaften zusammen zu sehen und zu kombinieren. Dabei ging es ihm darum, geistig-religiöse Binnenstrukturen aufzudecken. Geistige und künstlerische Werke waren ihm Seismographen, an denen der Wandel von Handlungsmaximen abzulesen ist. Dem Personalen in der Geschichte und seiner Verankerung im Religiösen galt in den späteren Jahren sein besonderes Interesse.

## Schriften (Auswahl)
Monographien
- Der Liberale Benjamin Constant. Zur Geschichte seines politischen Wesens. Obby, Murnau 1932 (Dissertation).
- Kaiser Karl der VII. und die großen Mächte 1740–1745. Kohlhammer Verlag, Stuttgart 1938.
- Cavour und der Aufstieg Italiens im Krimkrieg. Kohlhammer Verlag, Stuttgart 1940, 2. Auflage 1942.
- USA. Geburt und Aufstieg der Neuen Welt. Geschichte in Zeitdokumenten. 1607–1865. Münchener Graphische Kunstanstalten, München 1947.
- England und das europäische Gleichgewicht. 1500–1914. Münchner Verlag, München 1947.
- Geschichtswissenschaft. Verlag Karl Alber, Freiburg/München 1951; 2. Auflage 1966 (= Orbis academicus. Band I/1) (auch auf Spanisch in Mexiko, 1958).
- Moderne Geschichtsschreibung. Ausblick auf eine Philosophie der Geschichtswissenschaft. Verlag Duncker & Humblot, Berlin 1960.
- Der Historiker und die Weltgeschichte. Verlag Karl Alber, Freiburg / München 1965.
- Europa im Zeitalter des Absolutismus und der Aufklärung. Union Verlag, Stuttgart 1968, 3. Auflage, Verlag Klett-Cotta, Stuttgart 1996, ISBN 3-12-907560-7 (= Handbuch der europäischen Geschichte. Band 4).
- Isaac Newton. Im Zwielicht zwischen Mythos und Forschung. Studien zur Epoche der Aufklärung. Verlag Karl Alber, Freiburg/München 1976, ISBN 3-495-47339-4.

Herausgebertätigkeit
- Orbis academicus. Problemgeschichten der Wissenschaft in Dokumenten und Darstellungen. 49 Werke in 59 Bänden. Karl Alber, Freiburg/München 1951 bis 1987.
- 1969 bis 1987 Herausgeber und Hauptschriftleiter der Neuen Deutschen Biographie. Duncker & Humblot, Berlin 1953 ff.
- 1949–1970 Mitherausgeber, 1970–1981 Herausgeber des Archiv für Kulturgeschichte. Böhlau Verlag, Köln.
- mit Theodor Schieder: Handbuch der europäischen Geschichte. In sieben Bänden. Klett-Cotta, Stuttgart 1968; Band  IV .